# WRMF
WRMF（97.9MHz）は、アメリカ・フロリダ州パームビーチにある商用FMラジオ局。同州ウェストパームビーチのラジオ市場にサービスを提供している。ホット・アダルト・コンテンポラリーラジオ形式を放送しており、ハバード・ラジオが所有している。スタジオとオフィスはウェストパームビーチのノースポイント・パークウェイにある。過去30年間、WRMFはウェストパームビーチのラジオ市場の評価で1位またはそれに次いでいた。
実効放射電力は100,000Wで、既得権のないFM放送局で許可されている最高電力である。送信所は、国道441号線 (アメリカ合衆国)の西にあるレイクワースビーチ (フロリダ州)にある。WRMFは、HDラジオデジタル形式で放送するためにライセンスされている。HD2サブチャンネルは、姉妹局のWFTL（850kHz）でトークラジオ形式を同時放送する。HD3サブチャンネルは、共同所有のWPBR（1340kHz）からのハイチ・クレオール・トークとコンテンポラリー・ヒット・ラジオを放送する。

## 歴史

### WQXT-FM・WWOS
1957年3月17日、WQXT-FMとして開局した。これは、AM 1340のWQXT（現：WPBR）のFM対応物だった。2局は、フレーム・ラジオ&TVコーポレーション（Flame Radio & TV Corporation）が所有していた。これらの放送局は、ABCラジオネットワーク（ABCニュースラジオ）からの全国番組と共に、成人向けのポピュラー音楽やニュースのフルサービスのミドル・オブ・ザ・ロード (音楽)形式を同時放送している。スタジオはレイクワース・ビーチにあった。
1963年、WQXTとWQXT-FMはフェアファックス・ブロードキャスティング（Fairfax Broadcasting）に売却された。翌年、FM放送のコールサインが、「Wonderful World of Stereo（ステレオの素晴らしい世界）」の略であるWWOSに変更され、同局がステレオでフルタイムで放送開始した。1971年、AM 1340との同時放送は終了した。同局は「The Mother」のコールサインWMUMを使用してプログレッシブ・ロックに切り替えた。

### WJNO-FM・WRMF
WMUMは1971年にAM 1230のWJNO（現：WBZT）も所有しているロバート・M・ウィークス（Robert M. Weeks）に売却された。FM放送は「J-98」のWJNO-FMとなり、アルバム・オリエンテッド・ロック形式に切り替わった。
WJNOとWJNO-FMは、1979年7月にリチャード・M・フェアバンクス（Richard M. Fairbanks）に買収された。1980年1月にFM放送は、所有者のイニシャルを表している、現行のコールサインであるWRMFに変更された。最初はアダルト・コンテンポラリー形式に切り替え、その後テンポを上げてホット・アダルト・コンテンポラリーに移行した。

### ハバード・メディア
2010年代に、WRMFはオレゴン州ポートランドを拠点とするアルファ・メディアに買収された。2018年9月27日、同社は、ウェストパームビーチの所有局群をハバード・ラジオに売却することに合意した。売却は8800万ドルで、2019年1月23日に完了した。

## 番組
- The KVJ Show - 平日・土曜日6:00〜10:00
- Randi West - 平日10:00〜14:00
- Nikki - 平日14:00〜18:00
- KVJ Replay - 18:00
- Suits - 19:00〜深夜
- South Florida Sunday - 日曜日6:00〜7:00（広報）

## その他
WRMFで使用されているジングルは、日本のエフエム東京（TOKYO FM）をキー局とする全国FM放送協議会（JFN）系列局で使われている「JFN共通ジングル」と同一の曲であるが、歌詞は、「You are listening to (your favorite)」となっており、この後に各局オリジナルのフレーズが入る形式となっている。